# Léon Vaillant
Pour les articles homonymes, voir Vaillant.
Louis Léon Vaillant ou Léon Louis Vaillant est un  zoologiste français, né le 11 novembre 1834 à Paris et mort le 24 novembre 1914 dans cette même ville.

## Biographie
Il fait des études de médecine et de zoologie à Paris. En 1861, il obtient son titre de docteur de médecine mais continue ses recherches zoologiques sous la direction d’Henri Milne-Edwards (1800-1885). Il reçoit un doctorat de sciences naturelles en 1865.
S’il travaille d’abord sur les invertébrés, il change d’orientation à partir de 1872. La mort d’Auguste Duméril (1812-1870) laisse vacante la chaire des reptiles et des poissons et Vaillant est pressenti pour le remplacer. Mais Émile Blanchard (1819-1900), qui occupe cette fonction durant sa vacance, souhaite lui aussi l’obtenir. Finalement, Vaillant est choisi.
De 1880 à 1883, il participe aux expéditions scientifiques du Travailleur et du Talisman qui permettent de rassembler par dragage des collections considérables en Méditerranée, dans l'océan Indien et dans le Pacifique, regroupées en 9 volumes sous la direction de Milne-Edwards. Léon Vaillant publie chez Masson en 1888 le premier volume : "Poissons".
Louis Joubin, auteur du volume consacré aux Némertiens, lui attribue la découverte d'une nouvelle espèce de Némerte découverte à 640 mètres de profondeur au large des côtes du Soudan, baptisée Amphiporus vaillanti.
Les collections herpétologiques et ichtyologiques du Muséum sont alors les plus importantes du monde, dont de nombreux types. Ces spécimens sont stockés dans des caves au Muséum mais aussi dans différents lieux autour de la capitale. Vaillant supervise alors la construction d’un nouveau bâtiment, en 1889, et le transfert des collections.
Parmi les 260 titres que compte sa bibliographie, il faut notamment citer le volume sur les tortues et les crocodiles (1910) paru dans la série Histoire physique, naturelle et politique de Madagascar.
Il préside la Société zoologique de France en 1895.
Il est le père de Louis Vaillant et le grand-père du général d'armée Albéric Vaillant.

## Principales publications
- Essai sur le système pileux dans l'espèce humaine, 1861, thèse de doctorat médecine.
- De la fécondation dans les cryptogames, F. Savy, Paris 1863, université de Paris[2].
- Recherches sur la famille des Tridacnides, 1865, thèse de doctorat sciences naturelles[3].
- Description d'une espèce nouvelle de Chamaeleon de Madagascar. Bull. Soc. philom., Paris, 1880, (avec A. Grandidier).
- Quelques mots sur Denys de Montfort à propos d'une brochure parue en 1815, Rapport sur les poissons, crustacés et mollusques, 1880, Exposition universelle de 1878, Paris
- Reptiles et Batraciens, Mission dans le pays Comalis. Faune et Flore des Pays Comalis, Afr. orient., 1882.
- Études sur les poissons, Mission scientifique au Mexique et dans l'Amérique centrale, (avec Marie Firmin Bocourt), Paris, Imprimerie Nationale, 1883.
- Note sur une collection de Reptiles rapporté d'Assinie par M. Chaper, Bull. Soc. Philom, 1884.
- Sur une Tortue terrestre d'espèce nouvelle, rapportée par M. Humblot au Muséum d'Histoire naturelle, Comptes Rendus Hebdomadaires des Séances de l'Academie des Sciences, Paris, 1885.
- Matériaux pour servir l’histoire herpétologique des Iles Comores, Bulletin de la Société Philomathique de Paris,1887.
- Remarques complémentaires sur les tortues gigantesques de Madagascar. Comptes Rendus Hebd. Séance Acad. Sc. Paris,1885.
- Expéditions scientifiques du travailleur et du Talisman 1880-1883. Poissons, Masson, 1888.
- Les tortues éteintes de l'île Rodriguez, Imprimerie Nationale, 1893.
- Contribution à l'Etude des émydosaurians, Catalogue raisonné des jacaretinga et alligator de la collection du muséum. Nouv. Arch. Mus. Hist. Nat. Paris, 1898.
- Histoire naturelle des reptiles : Crocodiles et tortues, Imprimerie Nationale, 1910.